# Moustarabim
Ne doit pas être confondu avec Mista'arvim.
Moustarabim (en arabe : اليهود المستعربة., lit. : les arabisés) est un surnom désignant les Juifs habitant en Égypte, en Syrie, en Irak, au Liban et en Palestine avant le XVe siècle.
Les Juifs expulsés d'Espagne s'installent dans ces pays au début du XVe siècle, et, trouvant que les Juifs locaux se sont arabisés, ils leur donnent ce surnom.
Les Moustarabim ont progressivement adopté les coutumes séfarades.

## Histoire
Le peuple juif a toujours été présent, parfois faiblement, en Palestine depuis la chute du Temple de Jérusalem en 70 ap JC. Jusqu'au Ve siècle, le Sanhédrin incarne l'autorité spirituelle des Juifs de Palestine. Au VIIe siècle, peu avant la prise de Jérusalem par les Arabes, les Perses rétablissent un pouvoir juif sur Jérusalem qui ne dure que quelques années. Peu d'informations sont disponibles concernant l'histoire ultérieure de cette population autochtone et l'historiographie ne se saisit que depuis peu de ce sujet.
Le nombre et la localisation précise de ces Juifs sont aujourd'hui inconnus. En revanche, certains vestiges judaïques sont aujourd'hui connus comme la Synagogue de Gaza, construite durant l'Antiquité tardive et détruite au XIIe siècle. Ville cosmopolite durant longtemps, la ville de Gaza hébergeait donc au moins une partie de la communauté moustarabe.
Plus tard, de rares auteurs ont fait mention à travers d'écrits de la présence de cette communauté dans la région de Jérusalem vers les XVIe siècle

## Population et intégration
Peu de chiffres sont disponibles concernant la présence des Moustarabim avant les premières vagues d'Aliya au XXe siècle. Au XVIe siècle, le chiffre de 10 000 juifs autochtones en Palestine est avancé, soit environ 5 % de la population de l'époque. Ce chiffre comprend les Moustarabim tout autant que les Sépharades et Ashkénazes autochtones en Palestine.
Aujourd'hui, il est admis que les Moustarabim constituaient l'un des trois groupes constituant le Vieux Yichouv, c'est-à-dire les populations juives autochtones palestiniennes pré-alyah.
D'après Khalil al-Sakakini et Wasif Jawhariyyeh (intellectuels palestiniens chrétiens orthodoxes), ces juifs étaient appelés abnaa al-balad (fils du pays, ou encore compatriotes) ou bien Yahud awlad Arab (Juifs, fils des Arabes).